# 第二普里沃羅佳

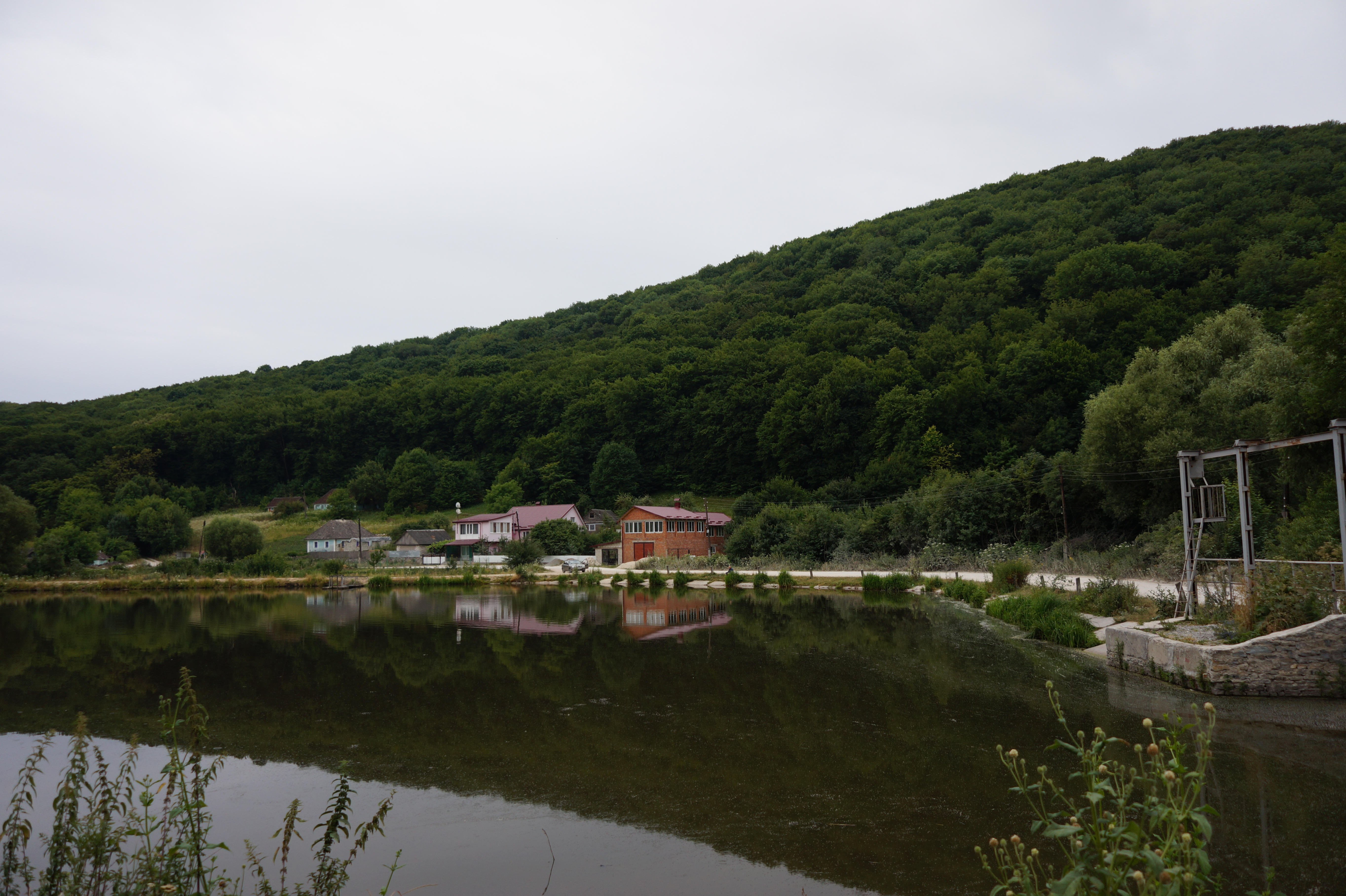
第二普里沃羅佳

48°47′41″N 26°38′15″E / 48.79472°N 26.63750°E
第二普里沃羅佳（烏克蘭語：Привороття Друге），是烏克蘭的村落，位於該國西部赫梅利尼茨基州，由卡緬涅茨-波多利斯基區胡门齐市镇負責管轄，面積0.35平方公里，2001年人口133。